# Scionomia marginata
Scionomia marginata là một loài bướm đêm trong họ Geometridae.